# Baumkirchen (München)

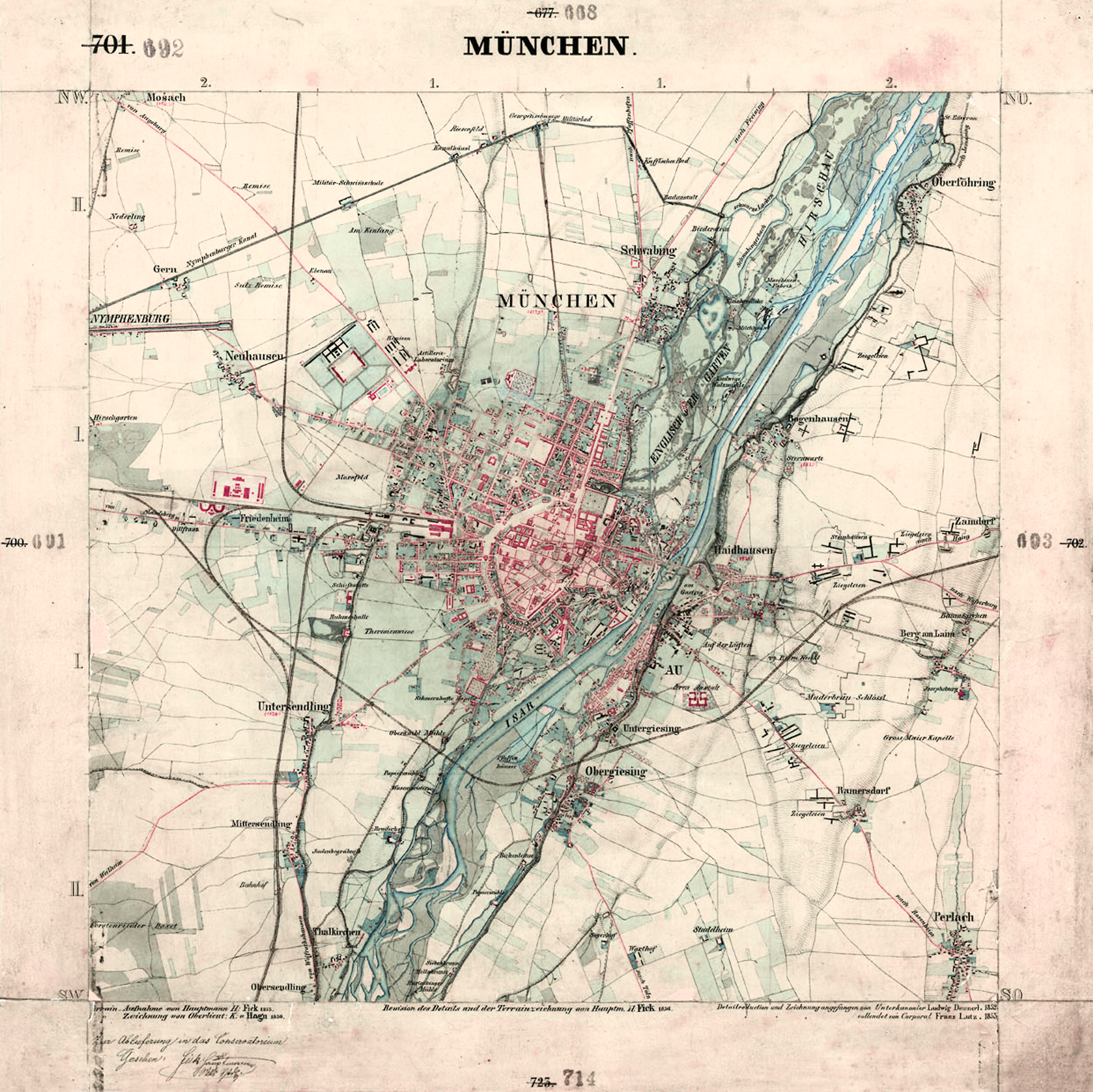
Urpositionsblatt aus dem Jahr 1856, siehe Baumkirchen am östlichen Bildrand

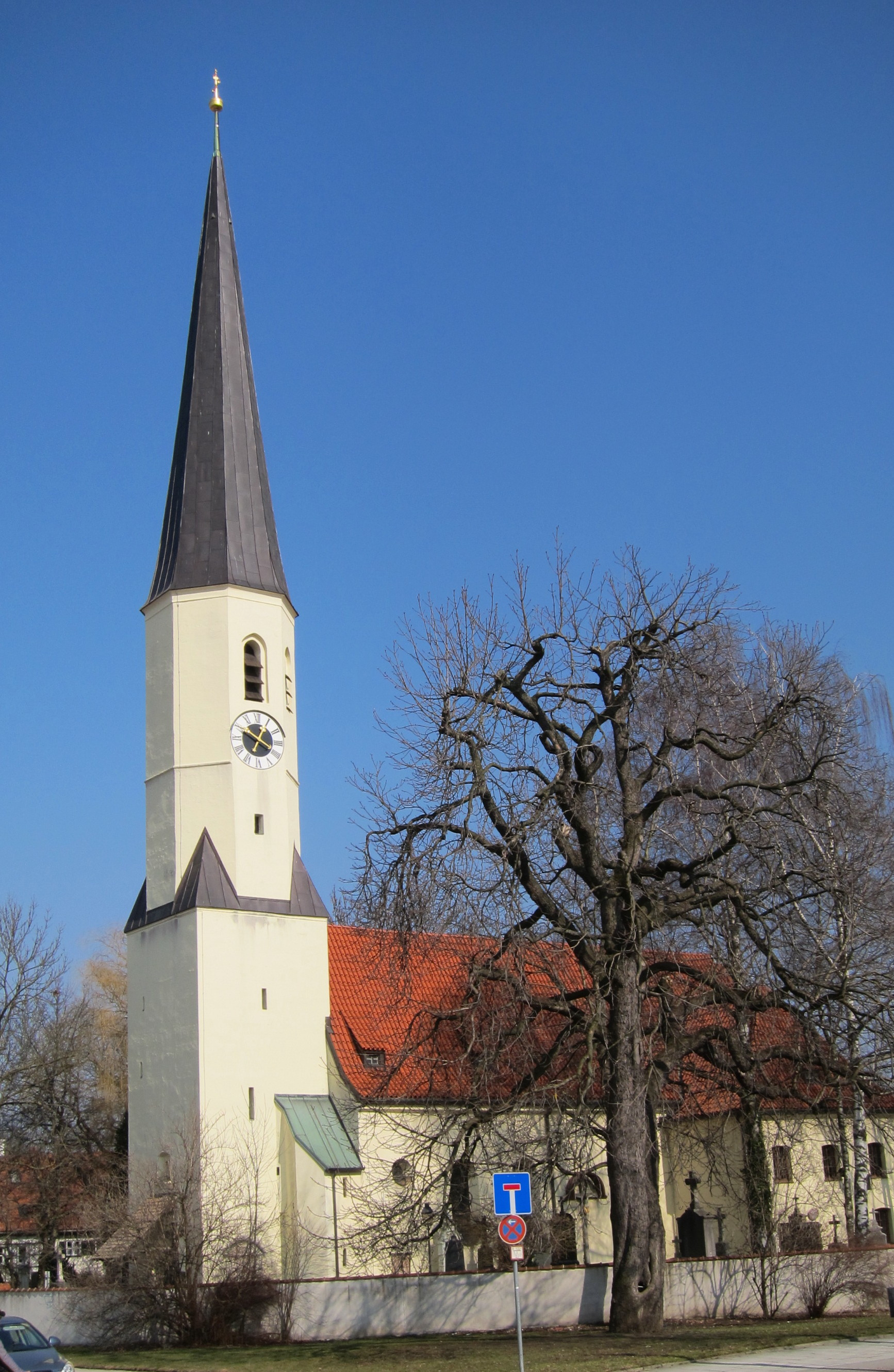
Kirche St. Stephan in Baumkirchen

Baumkirchen ist ein Ortsteil der bayerischen Landeshauptstadt München im Stadtbezirk Berg am Laim.

## Geschichte
Das Pfarrdorf wurde 870 erstmals als ad Pouminunchirihum erwähnt. Der Name bedeutet „aus Baumstämmen gefertigte Kirche“ im Gegensatz zu Steininunchiricha (Steinkirchen). Bischof Altmann von Passau initiierte im 11. Jh. das Bauen von steinernen Kirchen, vorher waren sie häufig aus Holz gebaut. 
Der Ortskern befand sich um die katholische Kirche St. Stephan, die eine der ältesten urkundlich erwähnten Kirchen im Raum München ist. Eine Urkunde aus dem Jahr 1052 von Kaiser Heinrich III. belegt die Übergabe von Baumkirchen an das Chorherrenstift St. Veit in Freising. 
Im Zuge der Säkularisation verlor St. Stephan 1806 auf Grund eines königlichen Erlasses seinen Status als Pfarrkirche an die Bruderschaftskirche St. Michael in Berg am Laim und wurde selbst zur Filialkirche. 
Im Jahr 1808 wurde Baumkirchen der Hofmark Berg am Laim eingegliedert und 1818 wurde der Ort Teil der neu gegründeten Gemeinde Berg am Laim. 
Am 1. Juli 1913 wurde Baumkirchen als Teil der Gemeinde Berg am Laim nach München eingemeindet.